# Ernst Späth

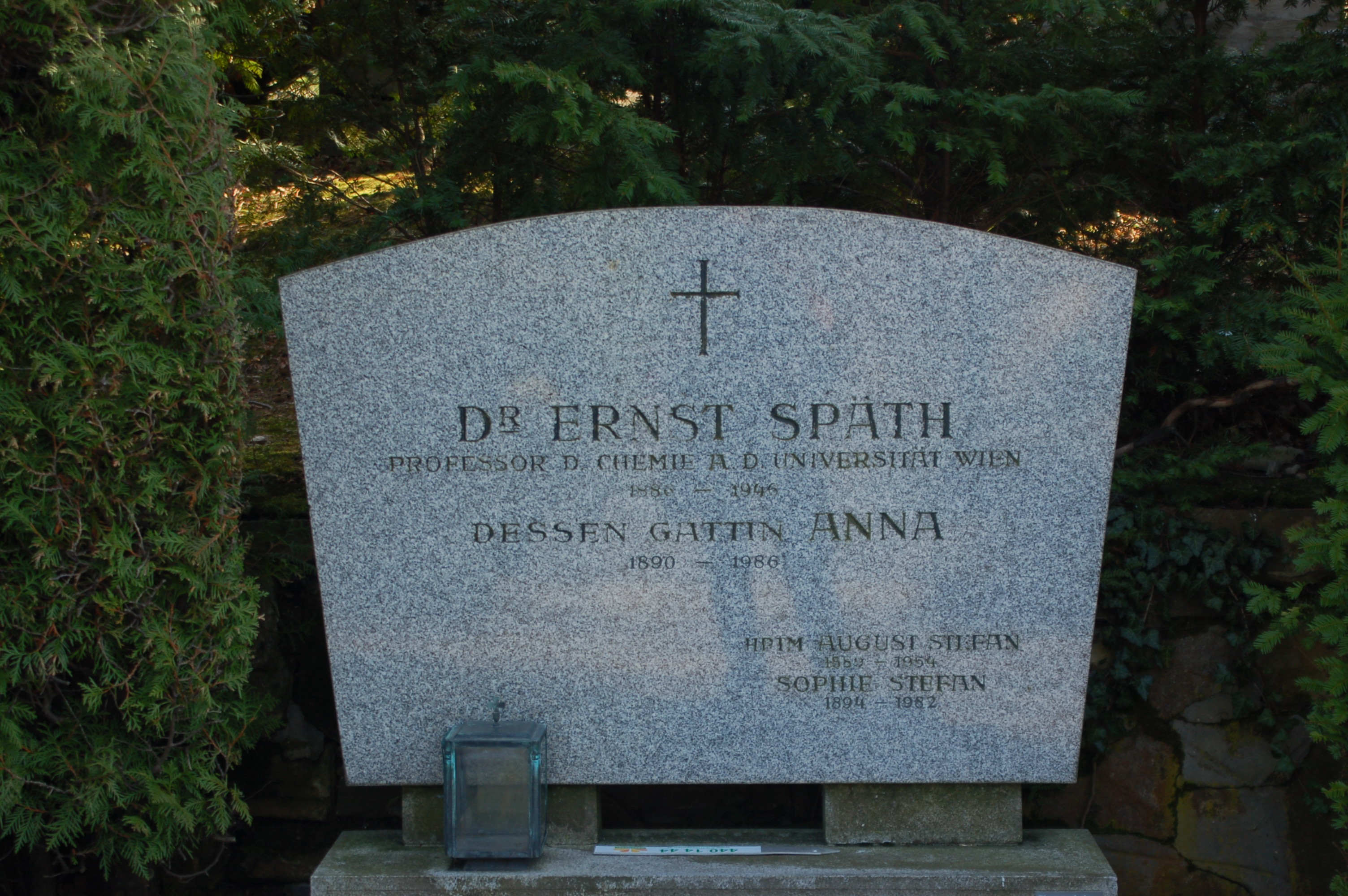
Mộ bia của Ernst Späth

Ernst Späth (14.5.1886 tại Bärn, Đế quốc Áo-Hung – 30.9.1946 tại Zürich, Thụy Sĩ) là nhà hóa học người Áo đã đoạt giải Lieben năm 1920 và Huy chương Liebig năm 1937.
Ông làm giáo sư ở Đại học Vienne, từ năm 1937 làm hiệu trưởng đại học này và từ năm 1945 tới 1946 làm chủ tịch Viện hàn lâm Khoa học Áo.
Ông là người đầu tiên đã tổng hợp được Mescaline. Ông bị mất tất cả trong thế chiến thứ hai và từ trần mà không có tiền bạc. Người cựu sinh viên của ông Percy Lavon Julian trở về Vienne, đã trả tiền cho việc mai táng ông, và đặt làm một tượng bán thân của ông mà ngày nay vẫn còn trưng ở phòng lớn ở Phân khoa Hóa học của Đại học Vienne. Một tượng đúc bán thân thứ hai của ông được dựng năm 1961 trong Arkadenhof của Đại học Vienne.